# Eurózóna
Az eurózóna vagy euróövezet azon országok együttese az Európai Unión belül, ahol az euró a hivatalos pénznem. Az eurózónán belüli monetáris politikáért az Európai Központi Bank felelős.
Az eurózóna lakossága 2014 elején 334 millió fő, gazdasága a világ bruttó hazai termékének (GDP) 22%-át állítja elő. (Az Egyesült Államok aránya 28%.) Árfolyamrendszerüket tekintve ezen országok egymással valutaunióban állnak.
21. tagként Bulgária 2026. január 1-jén csatlakozik az eurózónához.

## Az eurózóna tagországai
Az EU-27 azon 20 országa, amelyek áttértek az euró használatára (zárójelben feltüntetve a korábbi pénznemük):
- Ausztria (osztrák schilling, ATS),
- Belgium (belga frank, BEF),
- Ciprus (ciprusi font, CYP),
- Észtország (észt korona, EEK),
- Finnország (finn márka, FIM),
- Franciaország (francia frank, FRF),
- Görögország (görög drachma, GRD),
- Hollandia (holland forint, NLG),
- Horvátország (horvát kuna, HRK),
- Írország (ír font, IEP),
- Lettország (lett lat, LVL),
- Litvánia (litván litas, LTL),
- Luxemburg (luxemburgi frank, LUF),
- Málta (máltai líra, MTL),
- Németország (német márka, DEM),
- Olaszország (olasz líra, ITL),
- Portugália (portugál escudo, PTE),
- Spanyolország (spanyol peseta, ESP),
- Szlovákia (szlovák korona, SKK),
- Szlovénia (szlovén tolár, SIT).

Ezen országok együttesen alkotják az eurózónát, más néven az európai valutauniót. Ezen országok jogosultak mind euróérmék, mind euróbankjegyek kibocsátására.
Az anyaországuk közigazgatási rendszerébe szervesen tagozódó, Európán kívüli területek is az eurózónához tartoznak; így az euró a hivatalos fizetőeszköz a francia tengerentúli megyékben (Francia Guyana, Guadeloupe, Martinique, Réunion), Melilla és Ceuta területén, az Azori- és a Kanári-szigeteken, valamint Madeirán is.
A Franciaország társult területeiként nyilvántartott Saint-Pierre és Miquelon, Mayotte, Saint-Barthélemy, Saint-Martin, (valamint de iure a Francia déli és antarktiszi területek, Clipperton-sziget és az Indiai-óceáni francia szigetek) fizetőeszköze is, a megszűnt francia frank (FRF) helyett.
Egyes függő területeken – bár az anyaország tagja az euróövezetnek – nem az euró a hivatalos fizetőeszköz. Ezek: Aruba, Bonaire, Curaçao, Francia Polinézia, Saba, Sint Eustatius, Sint Maarten, Új-Kaledónia, továbbá Wallis és Futuna.
| Rögzített euróátváltási árfolyamok | Rögzített euróátváltási árfolyamok | Rögzített euróátváltási árfolyamok | Rögzített euróátváltási árfolyamok |
| Pénznem                            | Kód                                | 1 €                                | Lezárva                            |
| ---------------------------------- | ---------------------------------- | ---------------------------------- | ---------------------------------- |
| belga frank                        | BEF                                | 40,3399                            | 1998. december 31.                 |
| finn márka                         | FIM                                | 5,94573                            | 1998. december 31.                 |
| francia frank                      | FRF                                | 6,55957                            | 1998. december 31.                 |
| holland forint                     | NLG                                | 2,20371                            | 1998. december 31.                 |
| ír font                            | IEP                                | 0,787564                           | 1998. december 31.                 |
| luxemburgi frank                   | LUF                                | 40,3399                            | 1998. december 31.                 |
| német márka                        | DEM                                | 1,95583                            | 1998. december 31.                 |
| olasz líra                         | ITL                                | 1936,27                            | 1998. december 31.                 |
| osztrák schilling                  | ATS                                | 13,7603                            | 1998. december 31.                 |
| portugál escudo                    | PTE                                | 200,482                            | 1998. december 31.                 |
| spanyol peseta                     | ESP                                | 166,386                            | 1998. december 31.                 |
| görög drachma                      | GRD                                | 340,750                            | 2000. június 19.                   |
| szlovén tolár                      | SIT                                | 239,640                            | 2006. július 11.                   |
| ciprusi font                       | CYP                                | 0,585274                           | 2007. július 10.                   |
| máltai líra                        | MTL                                | 0,429300                           | 2007. július 10.                   |
| szlovák korona                     | SKK                                | 30,1260                            | 2008. július 8.                    |
| észt korona                        | EEK                                | 15,6466                            | 2010. július 13.                   |
| lett lat                           | LVL                                | 0,702804                           | 2013. július 9.                    |
| litván litas                       | LTL                                | 3,45280                            | 2014. július 23.                   |
| horvát kuna                        | HRK                                | 7,53450                            | 2022. július 12.                   |
| bolgár leva                        | BGN                                | 1,95583                            | 2025. július 8.                    |

## Eurózónán kívüli országok, ahol szintén az euró használatos
Monaco, San Marino és a Vatikán korábban a francia frankot, illetve az olasz lírát használta fizetőeszközként. Az euró bevezetése után az Unió, Franciaország és Olaszország egyezmények formájában engedélyezte ezeknek az államoknak az euró használatát. (A saját maguk által vert érmék hátlapján saját nemzeti szimbólumaik is szerepelhetnek.)
Andorrának történelme folyamán 2012-ig soha nem volt hivatalos pénzneme. Az euró megjelenése előtt a francia frank (FRF) és a spanyol peseta (ESP) volt itt használatban, így ezek megszűnésével a hercegség pénzneme az euró lett. Ellentétben a másik három EU-n kívüli enklávé törpeállammal, San Marinóval, Monacóval és a Vatikánnal, Andorra nem kötött megállapodást az Unióval a saját mintás érmék kibocsátására a közös valuta bevezetésekor. 2003-ban Andorra kérvényezte a jogot a saját mintás érmék kiadására. A következő évben az Európai Tanács megkezdte a tárgyalásokat az országgal. Az egyezményt végül 2011 június 30-án írták alá, és 2012. április 1-jén lépett hatályba. Az egyezmény kimondja, hogy Andorra hivatalos pénzneme az euró. 2012 októberében az andorrai pénzügyminiszter, Jordi Cinca bejelentette, hogy az ország első saját euróérméi 2014. január 1-jén kerülnek forgalomba, ám erre végül csak az év végén került sor.
Montenegró és Koszovó, amely területeken korábban a német márka volt használatban (bár nem volt hivatalos fizetőeszköz), most szintén az eurót használják, bár az Unióval ők sem kötöttek erről egyezményt.

## Eurózónán kívüli EU-tagállamok
Az euró 1999-es bevezetésekor (a később csatlakozott Görögországon kívül) három uniós ország nem lépett be az Európai Gazdasági és Monetáris Unióba: Dánia, Egyesült Királyság (2020-ban kilépett az unióból) és Svédország. Dánia belátható időn belül tervezi a csatlakozást, az Európai árfolyam-mechanizmusnak (ERM II) már most is tagja. Svédországban népszavazás volt 2003. szeptember 14-én: itt a közös pénznem bevezetésének ellenzői kerekedtek felül, így az ország csatlakozását bizonytalan időre elhalasztották.
Az egyelőre ERM II-n kívüli Magyarországon, Lengyelországban és Csehországban még nincs az eurózónához való csatlakozásnak céldátuma.
A 2007-ben csatlakozott két ország közül Bulgária 2026. január elsejével vezeti be az eurót a bolgár leva helyett.